# Lee-on-the-Solent
Koordinaten: 50° 48′ 7″ N, 1° 12′ 8″ W

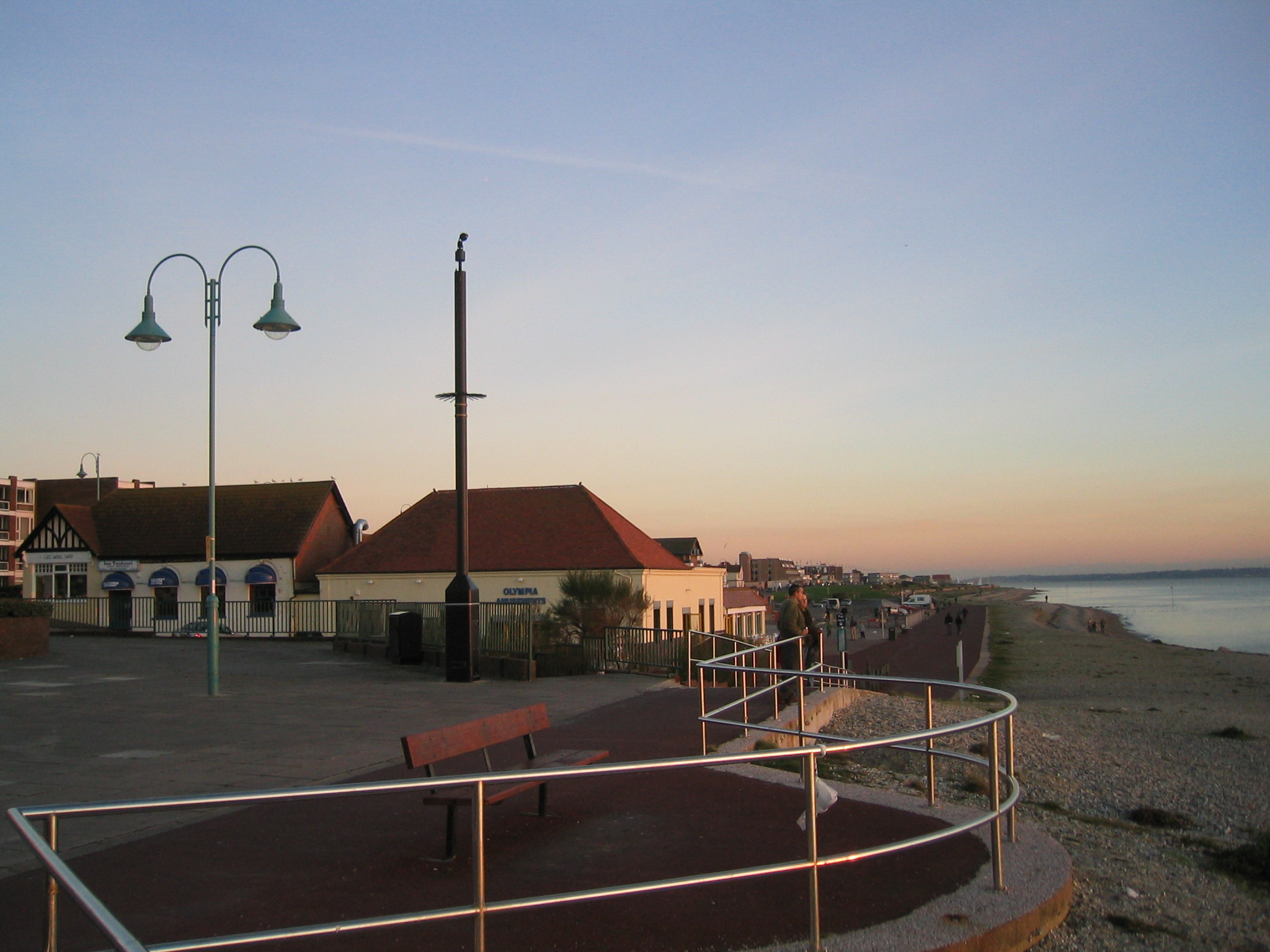
Uferpromenade von Lee-on-the-Solent

Lee-on-the-Solent oder oft auch vereinfachend Lee-on-Solent ist eine kleine Küstenstadt am Solent fünf Meilen westlich von Portsmouth. Lee-on-the-Solent liegt in Hampshire im Süden Englands und hatte bei der Volkszählung 2001 7067 Einwohner, die statistischen Fortschreibungen kommen heute auf 7300 Einwohner. Verwaltungstechnisch gehört die Gemeinde zum Borough von Gosport. Lee-on-the-Solent ist eine typische Schlafstadt mit Pendlern nach Portsmouth und Southampton. Der Ort ist sehr bekannt, um hier Sommerurlaub zu verbringen, noch bekannter dürfte Lee-on-the-Solent aber durch einen der ersten Fleet-Air-Arm-Stützpunkte in der Zeit von 1917 bis zum Zweiten Weltkrieg sein. Mittlerweile hat sich die Royal Navy zurückgezogen und auf heute zivilen Solent Airport befindet sich heute ein Stützpunkt der zivilen Hubschrauber-Seenotrettung im Auftrag von Her Majesty’s Coastguard.
Der Name Lee kommt von einem Bach, der hier in den Solent mündet. Seit dem frühen 19. Jahrhundert gab es von Investoren Bestrebungen, diesen Küstenstreifen zu besiedeln. Mit dem Einzug der Marine im nahgelegenen Portsmouth wurde jetzt auch dieser Küstenabschnitt interessant. Spätestens mit dem Bau eines Piers und dem Anschluss an das Eisenbahnnetz in den Jahren 1884 bis 1894 wuchs der Ort gewaltig. Schmucke Backsteinvillas aus dieser Zeit zeugen noch heute von dieser aufstrebenden Periode. Der Eisenbahnverkehr wurde aber bereits 1930 wieder eingestellt; der Verfall und das fehlende Kapital zum Erhalt des Piers während des Zweiten Weltkrieges führten zu dessen Abriss 1958.

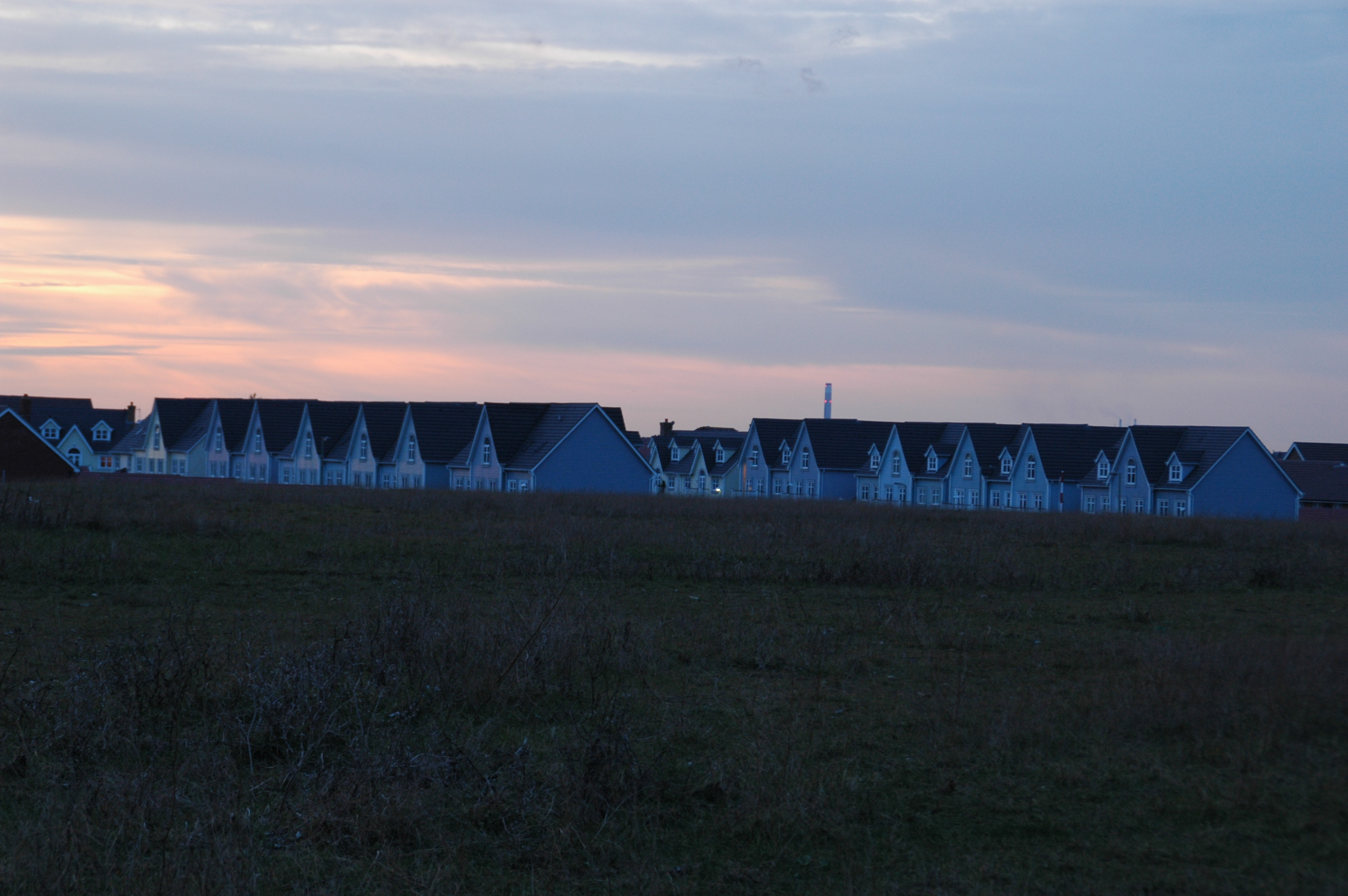
Cherque Farm

Die Beliebtheit aus Urlaubsort ist in den letzten Jahren etwas zurückgegangen, inzwischen kommen vermehrt jüngere Aktivurlauber. Außerhalb der eigentlichen Bebauung wurde auf einem 40 ha großen Teil des ehemaligen Marinestützpunktes die neue Siedlung Cherque Farm für über eintausend Menschen angelegt. Seit Ende 2008 sind die Häuser bezugsfertig. Mit dieser Maßnahme ist auch der Bevölkerungsanstieg seit 2001 zu erklären.

## Sehenswürdigkeiten
Neben der langen Uferpromenade mit großartigem Blick auf die Isle of Wight und den Solent gibt es noch eine Reihe von weiteren Sehenswürdigkeiten:
- Die Signal-Station ist heute Start- und Zielpunkt für Regatten über das ganze Jahr
- Das Hovercraft-Museum beherbergt die größte Sammlung dieser Luftkissenfahrzeuge, darunter auch die ältesten und größten
- Lee-on-the-Solent hat eine große Auswahl an Bars, Cafés und Restaurants